# Erik Verlinde
Erik Peter Verlinde (Woudenberg, 21 gennaio 1962) è un fisico olandese.

## Biografia
Si occupa di fisica teorica e teoria delle stringhe. È fratello gemello di Herman Verlinde, anch'egli fisico teorico. Ha dato il nome alla "formula di Verlinde", importante nella teoria di campo conforme (CFT) e nella teoria topologica del campo quantistico (TQFT). Attualmente lavora presso l'Istituto di Fisica Teorica dell'Università di Amsterdam.
Nel corso di un simposio tenutosi l'8 dicembre 2009 presso lo Spinoza Instituut a Utrecht ha presentato una teoria che deriva dalla meccanica newtoniana. Il 6 gennaio 2010 ha quindi pubblicato On the Origin of Gravity and the Laws of Newton, che si può tradurre in: "Sull'origine della gravità e delle leggi di Newton". In tale teoria l'esistenza della gravità è spiegata in ragione di una differenza nella concentrazione di informazione nello spazio vuoto che separa e circonda due masse. La gravità sarebbe quindi una forza entropica, l'effetto di una causa esistente ad un livello più profondo della realtà microscopica. In un'intervista con il giornale de Volkskrant ha affermato che a livello microscopico le leggi di Newton non si applicano, ma a livello di mele e pianeti sì. Come per la pressione dei gas: le molecole del gas in sé non hanno alcuna pressione, ma un contenitore pieno di gas sì.
L'approccio di Verlinde permette di spiegare facilmente la densità bassissima della cosiddetta energia oscura, problema che fino ad oggi era considerato uno tra i più imbarazzanti della storia della fisica teorica.

## Critiche
La principale critica alla gravità entropica è che i processi entropici rompono la coerenza quantistica. Gli esperimenti con interferometro a neutroni nel campo gravitazionale terrestre indicano che i neutroni si trovano su livelli discreti, esattamente come previsto dall'equazione di Schrödinger, considerando la gravità come un campo potenziale conservativo senza fattori decoerenti. Archil Kobakhidze sostiene che questo risultato smentisce la gravità entropica.  Alcuni autori hanno sostenuto che tali incongruenze possono essere rimosse, ma Kobakhidze confuta tali conclusioni e ribadisce la sua posizione.